# Llano de Agua
Llano de Agua är en ort i Mexiko.   Den ligger i kommunen Santa María la Asunción och delstaten Oaxaca, i den sydöstra delen av landet, 290 km sydost om huvudstaden Mexico City. Llano de Agua ligger 1 644 meter över havet och antalet invånare är 1 108.
Terrängen runt Llano de Agua är kuperad åt nordväst, men åt sydost är den bergig. Runt Llano de Agua är det ganska glesbefolkat, med 36 invånare per kvadratkilometer. Närmaste större samhälle är Huautla de Jiménez, 4,2 km nordväst om Llano de Agua. I omgivningarna runt Llano de Agua växer i huvudsak städsegrön lövskog.